# Doug Anthony

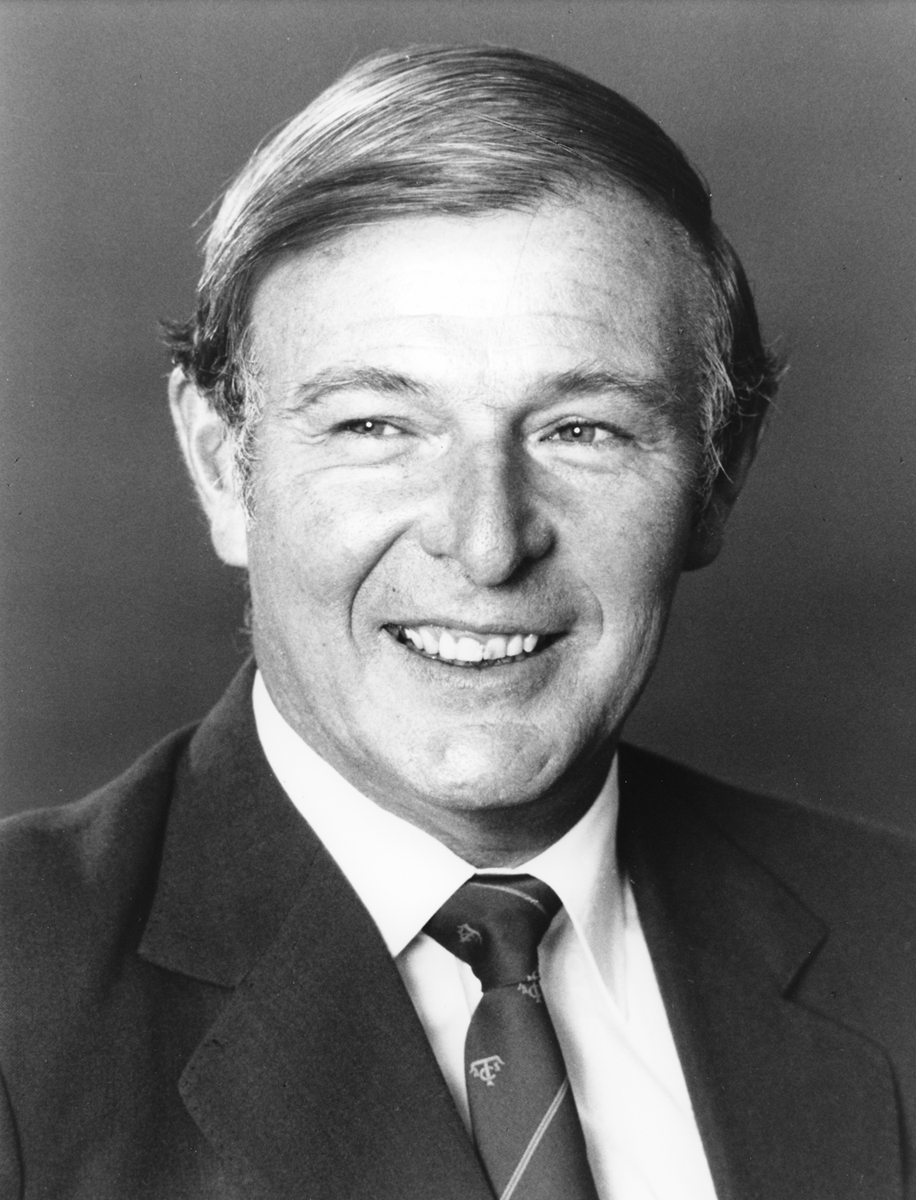
John Douglas Anthony

John Douglas „Doug“ Anthony AC, CH, PC (* 31. Dezember 1929 in Murwillumbah, New South Wales; † 20. Dezember 2020) war ein australischer Politiker.

## Leben
Anthony begann seine politische Laufbahn, als er 1957 zum Mitglied des Repräsentantenhauses gewählt wurde, in dem er bis 1983 die Interessen der Country Party, der heutigen National Party of Australia, vertrat.
1964 wurde er von Premierminister Robert Menzies als Innenminister erstmals in eine Regierung berufen. Dieses Amt behielt er auch unter Menzies Nachfolger Harold Holt von 1966 bis 1967. In den Regierungen der Premierminister John McEwen und John Gorton war er anschließend Minister für Primärindustrie. Im März 1971 berief ihn Premierminister William McMahon zum Minister für Handel und Industrie. In dessen bis Dezember 1972 amtierenden Regierung war er zugleich Stellvertretender Premierminister (Deputy Prime Minister).
Am 5. Februar 1971 wurde er als Nachfolger von John McEwen zum Vorsitzenden der Country Party gewählt.
Nach der Bildung einer Koalitionsregierung mit der Liberal Party of Australia wurde er von Premierminister Malcolm Fraser am 11. November 1975 zum Stellvertretenden Premierminister berufen. Dieses Amt hatte er bis zum Ende von Frasers Regierungszeit am 11. März 1983 inne und war in dieser Zeit etwa 25 Mal amtierender Premierminister Australiens für einige Tage bis zu mehreren Wochen während der Abwesenheit des Premierministers. In der Regierung Frasers war er darüber hinaus von 1975 bis 1977 Minister für Überseehandel und Nationale Ressourcen und nach einer Kabinettsumbildung von 1977 bis 1983 Minister für Handel und Ressourcen. 1981 wurde Anthony zum Companion of Honour (CH) ernannt.
Nach seinem Ausscheiden aus dem Repräsentantenhaus trat er 1984 auch als Vorsitzender der National Party zurück und wurde in diesem Amt von Ian Sinclair abgelöst.